# Palmier-Klasse
Die Palmier-Klasse war eine Klasse von zwei 74-Kanonen-Linienschiffen der französischen Marine, die von 1752 bis 1766 in Dienst stand.

## Geschichte
Die Klasse wurden von dem Schiffbauingenieur Joseph Véronique-Charles Chapelle entworfen und zwischen 1750 und 1752 im Marinearsenal von Brest gebaut.

## Einheiten
| Name    | Bauwerft         | Kiellegung    | Stapellauf        | Indienststellung | Verbleib |
| ------- | ---------------- | ------------- | ----------------- | ---------------- | --- |
| Palmier | Arsenal de Brest | November 1750 | 21. Juli 1752     | Oktober 1752     | Am 23. Juni 1766 Auftrag zum Rebuild im Entwurf der Citoyen-Klasse erhalten, auf Grund des schlechten Zustand des Material nur partielle Teile verwendet. |
| Héros   | Arsenal de Brest | November 1750 | 1. September 1752 | Oktober 1752     | Am 20. November 1759 auf Grund gelaufen und am Folgetag durch die Royal Navy verbrannt (Seeschlacht in der Bucht von Quiberon)                            |

## Technische Beschreibung
Die Klasse war als Batterieschiff mit zwei durchgehenden Geschützdecks konzipiert und hatte eine Länge von 53,17 Metern (Geschützdeck) bzw. 46,91 Metern (Kiel), eine Breite von 13,97 Metern und einen Tiefgang von 6,66 Metern bei einer Vermessung von 1500 tons (bm) bzw. Verdrängung von 2800 Tonnen.
Die Schiffe der Klasse waren in der damals üblichen Rahtakelage als Fregattschiff mit drei Masten (Fockmast, Großmast und Kreuzmast) ausgeführt. Die Masten und Rahen bestanden aus Kiefernholz, während das circa 80 Tonnen schwere Tauwerk und die circa 2500 m² großen Segel aus Hanf bestanden. Ein zweiter Satz, Segel und Tauwerk wurde im Laderaum als Reserve mitgeführt.
Der aus Eichenholz bestehende Rumpf schloss im Heckbereich mit einem Heckspiegel, in den Galerien integriert waren, die in die seitlich angebrachten Seitengalerien mündeten. Diese waren aus Repräsentationsgründen durch zeitspezifische Schnitzereien und Bildhauerarbeiten geschmückt und bestanden aus Ulmen-, Linden-, Pappel- und Nussbaumholz. Die Beplankung war kraweel ausgeführt, das heißt, die Enden der Planken stießen stumpf aufeinander, so dass eine glatte Außenfläche entstand.
Die Bewaffnung der Klasse bestand aus 74 Kanonen in unterschiedlichen Kalibern und verteilte sich auf die verschiedenen Decks.
|        | Unteres Batteriedeck | Oberes Batteriedeck | Backdeck      | Achterdeck     | Kanonen (Geschossgewicht) |
| ------ | -------------------- | ------------------- | ------------- | -------------- | ------------------------- |
| Design | 28 × 36-Pfünder      | 30 × 18-Pfünder     | 6 × 8-Pfünder | 10 × 8-Pfünder | 74 Kanonen (410,20 kg)    |

## Besatzung
Die Besatzung hatte im Frieden eine Stärke von 660 Mann und im Kriegsfall 725 Mann (6 bzw. 10 Offiziere und 650 bzw. 715 Unteroffiziere bzw. Mannschaften).